# Over Wallop
Over Wallop est une paroisse civile et un village du Hampshire, en Angleterre.